# Caius Octavius Laenas
Caius Octavius Laenas (fl. 33-38) est un homme politique de l'Empire romain.

## Biographie
Probablement descendant de Marcus Octavius Laenas Curtianus, il est peut être le fils d'Octavius Laenas, quadrumvir quinquenalis dans la seconde moitié du Ier siècle av. J.-C.
Il est consul suffect en 33 et curator aquarium de 34 à 38.
Son épouse est Rubellia Bassa, sœur de Caius Rubellius Blandus, ils sont les parents de; 
- Sergia Plautilla, femme de Marcus Cocceius Nerva, consul suffect en 40, et mère de Nerva[1];
- Lucius Octavius Laenas, par son fils il est l'arrière grand-père de Sergius Octavius Laenas Pontianus[2].